# 木卫二海洋到近地表评估和探测雷达
木卫二海洋到近地表评估和探测雷达(英文缩写：REASON)是一台多频率、多通道探冰雷达装置，它将搭载在飞往木星卫星木卫二的欧罗巴快船上，以对木卫一冰壳表面特征和地下结构进行首次直接测量。

## 概述
该雷达装置创新地使用了雷达探空、测高、反射测量、等离子体和颗粒分析。这些侦测将使用双频雷达发射高频(9兆赫)和甚高频(60兆赫)电波，同时进行浅层和深层探测[。甚高频(VHF)和高频(HF)辐射单元都安装在一根吊杆上，减少了天线重量。该任务还计划使用探冰雷达作为测量潮汐的地底高度计，以检测冰壳和猜测的海洋，同时勘测整个卫星地表的粗糙度，以确定未来欧罗巴着陆器的候选着陆地点。
该雷达还能够发现冰壳内的水穴，这些洞穴可作为卫星表面化学物质进入海洋的通道，而海洋是一个有可能发展生命的环境。
该设备由杰克逊地球科学院开发，并交由美国宇航局[喷气推进实验室]]和爱荷华大学的工程师制造，项目首席研究员为来自得克萨斯大学奥斯汀分校的“唐纳德·布兰肯希普”(Donald Blankenship)博士。

## 技术参数表
| 探测雷达          | 单元/性能                |
| ----------------- | ------------------------ |
| 电器质量          | 17.5 千克                |
| 天线质量          | 14.7 千克                |
| 总计质量          | 32.2 千克                |
| 操作功率          | 55 瓦                    |
| 天线长度          | 16米(52英尺)             |
| VHF (浅层探测)    | 300 米至 4.5 公里        |
| 高频 (深层探测)   | 1 公里至 30 公里         |
| 脉冲长度          | 30 - 100 微秒            |
| 运行高度          | 10 - 1000 公里           |
| 雷达电势          | HF: 63 分贝 VHF: 72 分贝 |
| 数据速率          | 5 - 80 兆比特/秒         |
| 数据流量 每次飞越 | 24 吉比特/秒             |

## 目标
该侦测装置的科学目标是：
- 描述所有浅层地下水的分布；
- 寻找冰-海交界层并描述冰壳的整体结构；
- 研究海洋、冰壳、表面和大气之间物质交换的控制过程；
- 引力潮汐振幅和相位的约束机制；
- 为未来可能的欧罗巴着陆器任务提供具有科学说服力的着陆地点有风险因素。